# Johannes Emil Keller
Johannes Emil Keller (* 30. April 1879 in Oberendingen; † 16. November 1953 in Rheinsulz) war ein Schweizer Angehöriger der Erweckungsbewegung und Gründer der Freien Christlichen Gemeinschaft (Keller-Gemeinschaft).

## Leben
Keller stammte aus einem katholischen Elternhaus und wanderte in jungen Jahren nach Amerika aus. Hier erlebte er seine Bekehrung, erfuhr entscheidende Anregungen durch John Alexander Dowie und besuchte eine Predigerschule. Nach seiner Rückkehr lebte er zunächst in der Schweiz und dann ab 1907 in Berlin-Lichtenberg. Hier sammelte er einen kleinen Kreis von Anhängern um sich, den er allmählich auf andere Gegenden Deutschlands ausdehnte. Er wirkte in unauffälliger Weise durch das Verfassen von Traktaten, durch Verkündigung und Seelsorge und besonders durch eindringliche Ermahnung. Keller lebte sehr schlicht und widersetzte sich jeder Verehrung seiner Person. Nach dem Zweiten Weltkrieg schlug er seinen Wohnsitz in Rheinsulz auf und war bis kurz vor seinem Tod im Reisedienst tätig.

## Lehre
Als einzige Offenbarungsquelle galt für Keller die Bibel, die er vor allem eschatologisch interpretierte. Ausführlich beschäftigte er sich mit den vier Weltreichen der vom Buch Daniel hergeleiteten Vier-Reiche-Lehre und hier besonders mit dem vierten Weltreich, das durch Jesu Auferstehung gekennzeichnet sei. Von der Auferstehung an sah Keller einen Kampf zwischen den Anhängern Christi und den Anhängern Satans, der bis zur Wiederkunft des Herrn andauere. Nach schweren Kämpfen werde durch einen „Überwinder“, der bei Keller gewissermaßen die Rolle eines zweiten Messias spielt, die Reichsgottesherrschaft errichtet und in der Schlacht von Harmagedon das Vernichtungsgericht über alle Gottesfeinde ergehen, bevor der Überwinder von Jerusalem aus die ewige Herrschaft des Reiches Gottes ausüben werde.